# Floodlight

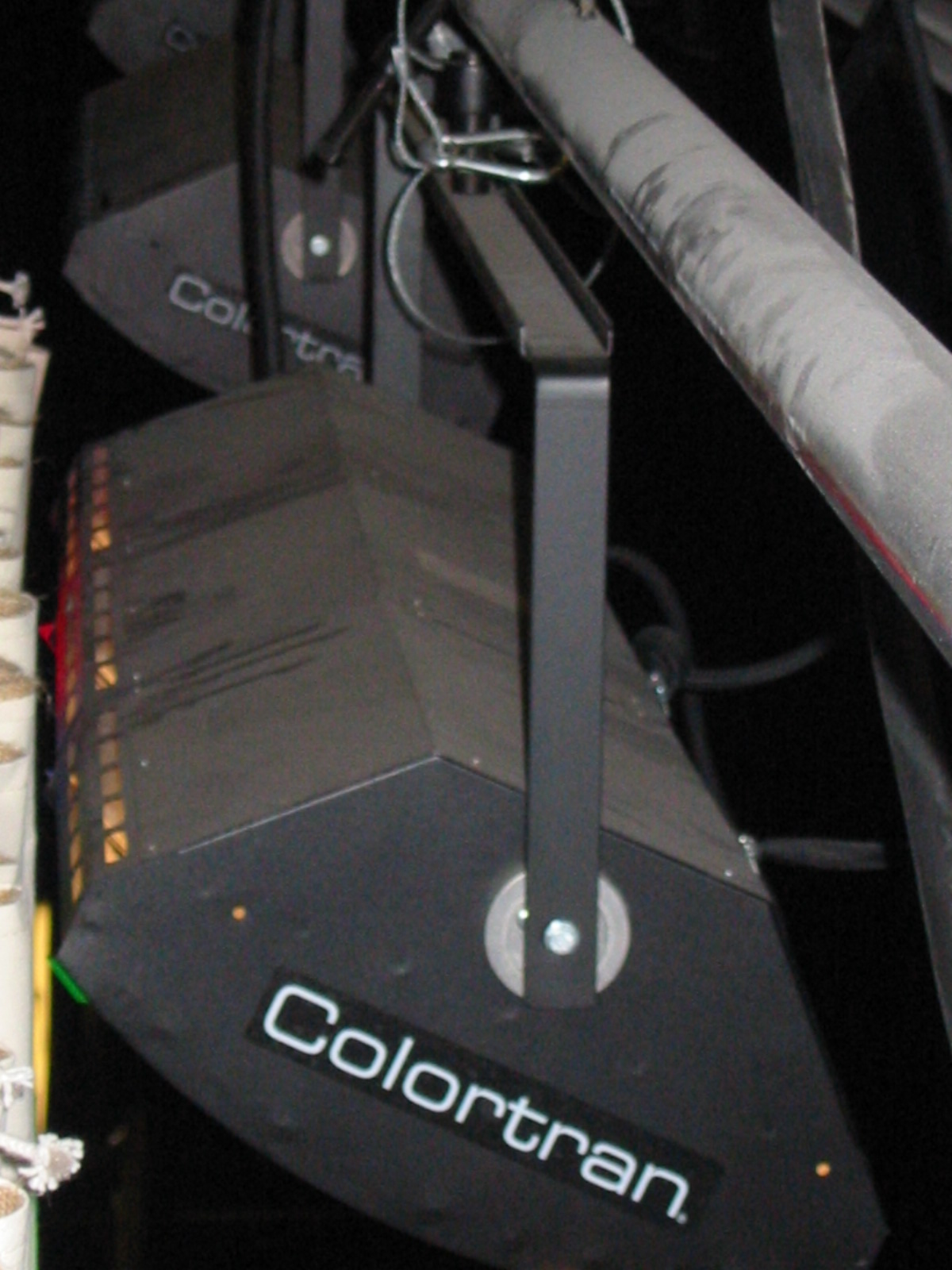
Horizonbakken zijn floodlights voor het horizondoek.

Floodlight is een term die onder andere in de theaterwereld wordt gebruikt. Een floodlight is het tegenovergestelde van een spotlight. Het dient voor het egaal belichten van (grote delen van) het toneel. 
Ook andere lampen die een groot gebied egaal verlichten worden wel aangeduid als floodlight, bijvoorbeeld de lichtmasten rond een stadion.